# Aubi (Biermarke)
Aubi (Eigenschreibweise: AUBI, Mischkurzwort für Autofahrerbier) war das einzige in der DDR gebraute alkoholfreie Bier.

## Geschichte
Das Bier wurde 1972 vom Braumeister Ulrich Wappler aus der VEB Engelhardt-Brauerei in Berlin-Stralau auf der Leipziger Messe vorgestellt und 1973 beim Amt für Erfindungs- und Patentwesen der DDR als alkoholfreies bierähnliches Getränk patentiert. Etwas Ähnliches gab es bis dahin nur in der Schweiz und später ab 1979 auch in der BRD. In den Jahren zuvor war der Alkoholkonsum in der DDR drastisch angestiegen und es galt die Null-Promille-Grenze für das Führen von Kraftfahrzeugen, weshalb die DDR-Führung das Getränk förderte.
AUBI wurde nach den TGL 7764 hergestellt. Nach diesen Vorschriften wurde das Bier als alkoholarm bezeichnet, es hatte einen Alkoholgehalt von weniger als 0,3 Volumenprozent. Die Mindesthaltbarkeit betrug vom Tage der Abfüllung an 90 Tage. Der Stammwürzegehalt lag zwischen 6,9 und 7,4 % und der Gehalt an Bitterstoffen bei 9 g/hl. AUBI durfte nur als Flaschenware gehandelt werden und war für 0,75 Mark in Flaschen zu 0,5 l erhältlich.
In den 1980er Jahren wurde Aubi auch in Neustadt/Orla (Betriebsteil des VEB Rosenbrauerei Pößneck) gebraut.
Mit dem Autofahrerbier versprach sich die DDR zudem zusätzliche Deviseneinnahmen durch Exporte. Tatsächlich wurde „Aubi“ in die USA und Großbritannien exportiert und dort unter den Namen „Foxy light“ bzw. „Berolina“ vermarktet.
Nach der Wende wurde die Produktion 1990 eingestellt und die Brauerei geschlossen, womit die Herstellung des Getränks endete. Das Unternehmen ging 1992 als Engelhardt-Brauerei Vertriebs-AG auf die Brau und Brunnen AG über.
Seit dem 30. August 1998 ist AUBI eine geschützte Marke der thüringischen Dingslebener Privatbrauerei Metzler. Es wird dort als alkoholarmes Bier mit einem Alkoholgehalt von weniger als 0,5 Volumenprozent und einer anderen Rezeptur gebraut.